# Дворска канцеларија (монархија)
Дворска канцеларија је била посебно и самостално надлештво у Краљевини Србији и Краљевини Југославији.

## Устројство
По Закону о устројству Цивилне куће Његовог величанства краља (1. децембар 1931) Дворска канцеларија се делила на три одељења: Канцеларију Његовог величанства краља, Маршалат двора и Управу двора.
Дворском канцеларијом је управљао министар двора, који се постављао краљевим указом на предлог председника Министарског савета и који је стајао непосредно под краљем.

### Канцеларија
Канцеларија Његовог величанства краља је вршила следеће послове: пријем, припремање и достављање свих аката које је краљ издавао, потврђивао или проглашавао на основу Устава и земаљских закона; одликовања која је краљ давао по сопственој иницијативи.
На челу Канцеларије је стајао начелник. Канцеларија се делила на три одсека: Политички одсек, Административни одсек и Дворску библиотеку и архив. Послове Политичког одсека је водио начелник, послове Административног одсека шеф, а Дворску библиотеку и архив библиотекар.

#### Министри двора
- Милан Антић (1932—1941)
- Радоје Кнежевић (1941)

### Маршалат
Маршалат двора је је био смештен у згради у склопу дворског комплекса која се налазила у средини дворске баште. Током свог постојања различито је називана. Првобитни назив је био зграда дворске страже, подигнута 1855. године. Зграда је од 1918. до 1922. године надограђена и од тада носи назив Маршалат краљевског двора. На челу маршалата стајао је дворски маршал који је био шеф кабинета а његове фунцкије су биле да  врши послове протокола, церемонијала, аудијенција и путовања Његовог величанства краља. Могао је бити цивилно или војно лице. Маршал двора постављен из редова војних лица био је потчињен директно првом ађутанту, док је у случају да је био цивилно лице био подређен министру двора. Зграда је срушена 1958. године.

#### Маршали двора
- Потпуковник Коста Јанковић (1889—1892)
- Мајор Илија Ћирић (1892—1893)
- Потпуковник Михаило Рашић (1893—1900)[Note 1]
- Потпуковник Љубомир Лешјанин (1900—1900)
- Потпуковник Миливоје Николајевић (1900—1903)[Note 1]
- Бошко Чолак-Антић (1903—1912)
- Пуковник Ђорђе Остојић (1912—1915)
- Бошко Чолак-Антић (1915—1917)
- Пуковник Петар Живковић (1917—1918)[Note 2]
- Пуковник / Бригадни генерал Јеврем Дамјановић (1918—1927)[Note 1]
- Пуковник / Бригадни генерал Александар Димитријевић (1927—1934)[Note 1]
- Славко Грујић (1934—1935)
- Бошко Чолак-Антић (1935—1941)

### Управа
Управа двора је вршила: послове цивилне листе и апанаже; послове управе краљевским и крунским добрима, као и добрима осталих чланова Краљевског дома; све послове економске, финансијске и грађевинске природе који су били у вези са цивилном листом и благајном краља; поклони, милостиње и задужбине које је краљ чинио из својих средстава; постављање и отпуштање особља које се плаћало из благајне краља.
На челу Управе је стајао управник двора, који је могао бити и војно лице.

#### Управник двора
- Мајор Ратко Ракетић (1918—1919)[Note 1]
- Генерал Душан Стефановић (1919)[Note 1]
- Пуковник Велимир Димитријевић (1920—1928)
- Бригадни генерал Војислав Вуковић (1929—1934)
- Пуковник Јован Павловић (1934)[Note 3]
- Пуковник / Бригадни генерал Јован Леко (1934—1941)
- Бригадни генерал Драгомир Мирковић (1941)

## Особље
Особље Дворске канцеларије, изузев особља које се плаћало из краљеве благајне, спадало је у ред државних службеника грађанског реда. Војна лица на служби у Цивилној кући задржавала су ранг и принадлежности из војске и морнарице, а у дисциплинском погледу стајала су под првим ађутантом краља. Особље Цивилне куће је стајало у дисциплинском односу под министром двора, а председник Министарског савета је прописивао уредбу о дисциплинској одговорности.
Звања чиновника у Дворској канцеларији су била: министар двора, маршал двора, управник двора, начелник Канцеларије, библиотекар, помоћник управника двора, шеф одсека Канцеларије, шеф краљеве благајне, управитељ дворских пољопривредних добара, секретар, агроном Управе дворских пољопривредних добара, технички управитељ двора, благајник, интендант, шеф дворске гараже, шеф дворске коњушнице, надзорник двора, књиговођа краљеве благајне, помоћник интенданта, економ, архивар, експедитор, кореспондент, лични шофер (краља, краљице и престолонаследника), кућепазитељ, складиштар и архивски чиновник.
Звања званичника Дворске канцеларије су имали: чувари двора, дактилографи, стручни мајстори, машинисте и шофери. Звања послужитеља Цивилне куће су имали: момци лакеји, кочијаши, јахачи, послуга и собарице.